# Michel DeGuise
Michel DeGuise (Kanada, Québec, Sorel, 1951. november 6. –) profi jégkorongozó kapus.

## Karrier
Komolyabb junior karrierjét a QMJHL-es Sorel Éperviersben kezdte 1969-ben. A következő évben is itt játszott, közben többször kölcsönadták. A Québec Rampartsszal megnyerte az a Memorial-kupát 1971-ben. Ekkor szintén kölcsönjátékos volt. Az 1971-es NHL-amatőr drafton a Montréal Canadiens választotta ki a 2. kör 24. helyén. A National Hockey League-ben sosem játszott. Az 1972-es WHA-általános drafton a Québec Nordiques szintén kiválasztotta. Felnőtt pályafutását az AHL-es Nova Scotia Voyageursban kezdte és 1972-ben megnyerték a Calder-kupát. A következő szezonban is ebben a csapatban játszott. 1973 végén felkerült a WHA-s Québec Nordiquesbe 32 mérkőzésre. 1974–1975-ben a NAHL-es Maine Nordiquesban játszott, de mindössze egy mérkőzést, mert egy edzésen 1974 november 13-án súlyos térdsérülést szenvedett. Miután meggyógyult a térde 1975 végén ismét a kapuba állt a Québec Nordiques színeiben. Végül 1977-ben vonult vissza az IHL-es Saginaw Gearsből sérülések miatt, de bajnoként, mert megnyerték a Turner-kupát.

## Díjai
- Jacques Plante-emlékkupa: 1970
- QMJHL Első All-Star Csapat: 1971
- Memorial-kupa: 1971
- Calder-kupa: 1972
- Harry "Hap" Holmes-emlékdíj: 1973
- Turner-kupa: 1977